# A-8082R1
La carretera A-8082R1 es una vía interurbana perteneciente a la Red Complementaria Metropolitana Sevilla de la Junta de Andalucía contando un kilómetro de distancia como ramal entre el enlace 15A de La Pañoleta de la SE-30 y San Juan de Aznalfarache, en la zona oeste del área metropolitana de Sevilla. Posee características de autovía (calzadas independientes para cada sentido de circulación, dos carriles por sentido, limitación de accesos a propiedades colindantes, carriles de aceleración y deceleración, etc), pero no está señalizada como tal.

## Conexiones
El trazado de la A-8082R1 se inicia en la salida 15A de la SE-30, en las proximidades de La Pañoleta, y finaliza en una rotonda en el cruce con la carretera A-8066, en San Juan de Aznalfarache.